# Raskolnikow
Raskolnikow es una película muda dramática alemana de 1923 dirigida por Robert Wiene.  La película es una adaptación de la novela Crimen y castigo de Fiódor Dostoyevski de 1866.
Jason Buchanan de AllMovie describe la película como una visión expresionista alemana de la historia: un drama psicológico experimental o una vanguardia «de pesadilla». Se estrenó en la Mozartsaal de Berlín.

## Reparto
- Gregori Chmara como Rodión Raskólnikov;
- Elisabeta Skulskaja como la madre de Rodión Raskólnikov;
- Alla Tarasova como la hermana de Rodión Raskólnikov;
- Andrei Zhilinsky como Razumijin;
- Mikhail Tarkhanov como Marmeládov;
- Mariya Germanova como la esposa de Marmeládov;
- Maria Kryshanovskaya como Sonia, la hija de Marmeládov;
- Pavel Pavlov como Untersuchungsrichter (juez de instrucción);
- Toma como Aliona Ivánovna, die Wucherin (la usurera);
- Petr Sharov como Svidrigáilov;
- Ivan Bersenev como ein Kleinbürger (un miembro de la pequeña burguesía).

## Producción
La obra surgió como el objetivo en la colaboración entre el director de cine Robert Wiene, el director artístico André Andrejew y varios miembros del Teatro de Arte de Moscú de Stanislavski, buscando unir el expresionismo alemán con las realísticas interpretaciones del artistas rusos.

## Recepción
En una reseña retrospectiva de Tim Pulleine en el Monthly Film Bulletin, la película era «una obra de prestigio convencional de la época.» Pulleine opinó que la dramatización de la novela era «tolerablemente efectiva, salvo algunos lapsus de histrionismo excesivo (la confesión expiatoria de alcoholismo de Marmeládov podría haber parecido extrema en un melodrama sobre la abstinencia).» Pulleine también encontró que el «problema más básico [...] es que los diseños de los escenarios crean una dicotomía repugnante dentro de la película, ya que, aparte quizás de las secuencias que tienen lugar en la escalera que conduce al apartamento de un prestamista, los intérpretes no están integrados espacialmente en los escenarios, sino que permanecen obstinadamente en un plano separado de estilización.»